# 幕末志士の恋愛事情
『幕末志士の恋愛事情』（ばくまつししのれんあいじじょう）は、2009年11月9日から2011年2月28日までStyleWalker、2011年3月1日からはタイトーから配信されている携帯電話端末アプリの女性向け恋愛シミュレーションゲーム。2010年8月よりGREEアプリ版も配信されている。

## 概要
『執事たちの恋愛事情』を手掛けたプロデューサー・タケパン（本作ではディレクターとシナリオも担当）制作の第2弾であり、同社の恋愛事情シリーズとしては4作目。公式の略称は「幕恋（ばくれん）」。原画はイラストレーターのあり子。
2009年11月9日にiアプリ向けに配信開始。対応キャリアの携帯電話端末を用い、アプリをダウンロードして配信されているゲームシナリオをプレイする。その際、iアプリとEZアプリ（以下、携帯アプリ版と記載）では、アバター選択がアプリ上で可能。20時間のプレイ制限がある。

## ストーリー
剣道部の合宿で京都を訪れていた主人公は、ふとしたきっかけで幕末の京都へと迷い込む。映画村に似た古い建物や、時代劇の格好をした人々に戸惑う主人公。そこで出会った人々は、見たことのない格好で不思議な物を持つ主人公を「未来から来た女子（おなご）」と考え、興味を惹かれ、親切に世話をしてくれる。坂本龍馬、桂小五郎など、歴史的な人物と同じ名前の男達に囲まれても、自分がタイムスリップしたとは信じられない主人公だったが、維新志士との出会いにより、さまざまな歴史的事件に巻き込まれていく。

## ゲームシステム
携帯アプリ版
アバターシステム
WEB上でアバターを購入およびコーディネートを作成セットしておくことにより、アプリプレイ時にデフォルト以外のアバターが選べるようになる。WEB上では3つまでコーディネートを作成セットしておくことが可能で、内容によってキャラのセリフなどが変化する。着物のアバターや、ゲーム内の風景と同じアバター背景画像も用意されている。
アイキャッチシステム
好感度の上昇する選択肢を選んだ際、キャラの立ち絵の周囲にエフェクトが入る。『執事たちの恋愛事情』では通称キラキラと呼ばれる黄色い光のエフェクトだったが、本作では桃色の花が散るエフェクトになっている。
文（メール）
プレイ終了時、ユーザーの携帯電話端末にキャラからの文が届くシステム。FROMアドレスはキャラごとの名前を使ったユニーク設定となっている。ストーリー進行上、文が届かない回もある。

## 登場人物
※担当声優はドラマCD、iOS版のもの。

### メインキャラクター
坂本龍馬（さかもと りょうま）
声 - 関智一
土佐藩士。行く当てのない主人公の世話を親身にしてくれる。が、たまにあらぬ方向へ心配が向くこともある。その笑顔と天真爛漫さに周りの者達が毒気を抜かれるムードメーカー的存在。刃傷沙汰を好まず、飄々としているが、いざとなるとかなりの強さを見せる。剣だけでなく銃も使用することが多い。酔っぱらうと寝てしまう。
武市半平太（たけち はんぺいた）
声 - 置鮎龍太郎
土佐藩士。剣と書物とこの世の行く末にしか興味がない。だが、主人公との距離が縮まるにつれ、親しみやすい一面も見せる。また主人公に対してはよく笑う。恋愛には奥手。酔っぱらうと怒り上戸になる。龍馬とは子供の頃からの知り合いであり、その時の話題が原因の喧嘩が寺田屋では日常茶飯事である。以蔵に対しては常に厳しいが、何だかんだでとても信頼している。
岡田以蔵（おかだ いぞう）
声 - 三木眞一郎
土佐藩士。人斬りと呼ばれるほど、心酔する武市のために陰で手を汚す仕事をしており、彼の命には絶対服従である。主人公を阿呆呼ばわりして呆れながらも、放っておけない。不器用で照れ屋。ニンジンが大の苦手。酔っぱらうと泣き上戸になる。中岡と組んでたまにやんちゃな一面も見せる。
中岡慎太郎（なかおか しんたろう）
声 - 鈴村健一
土佐藩士。人懐っこく、主人公を「姉さん」と慕って世話を焼いてくれる。主人公からは「慎ちゃん」と呼ばれる。寺田屋の他の三人を影からまとめるしっかりした一面もあり、龍馬と武市、以蔵の喧嘩を治める役割をしている。背丈が低いことを気にしており、周りにからかいのネタにされることも多い。身長の事について触れると悲惨なことに。亭主関白なタイプ。「〜っス」という口調で喋る。
高杉晋作（たかすぎ しんさく）
声 - 関俊彦、森田成一
長州藩士。破天荒で無茶な行動ばかりが目立つが、急場には頭（かしら）として威厳を持って振る舞う頼りがいのある性格。普段はやんちゃで、主人公の不思議な持ち物に興味津々。桂のお説教が苦手。主人公をとても気に入っており、自分の嫁呼ばわりをしたり、何かと気にかけている。実は労咳という重い病気を患っている。
桂小五郎（かつら こごろう）
声 - 櫻井孝宏
長州藩士。破天荒な高杉のサポートをすることが多いが、長州側の頭脳的役割も担う。怒らせると説教が長い。笑顔が柔和な男性で、人当たりもよく紳士的。怒っている時も崩さない笑顔が逆に怖い時も。変装が得意。実は相当な剣の使い手でもある。
大久保利通（おおくぼ としみち）
声 - 子安武人
薩摩藩士。口が悪く嫌味な性格だが、交流が深まるにつれ、私心無く他人を思いやる一面が判明する。わざわざ憎まれ役を買って出るが、根はやさしい人物。主人公を「小娘」と呼ぶ。中岡曰く、主人公のことを気に入っているらしい。

### サブキャラクター
土方歳三（ひじかた としぞう）
声 - 中井和哉
新撰組の鬼の副長。主人公を珍妙な格好の女と認識している。体調の悪い沖田に石田散薬を勧めるものの、嫌がられている。主人公が女らしくしていないと、よく注意する。女の扱いには非常に慣れている。
沖田総司（おきた そうじ）
声 - 保志総一朗
新撰組一番隊組長。主人公と倒幕派との関わりが知られるまでは、気さくに交流を持つ。甘味友達。最近になって身体の不調を感じている。実は高杉(↑)と同じ労咳を患っている。新選組でも一、二を争う程の剣客で、岡田の好敵手でもある。
藤堂平助（とうどう へいすけ）
新撰組。後の御陵衛士。捕らわれの身となった主人公を心配する。気のいい青年。

### サブキャラクター（立ち絵なし）
乾退助（いぬい たいすけ）
土佐藩士。身分が上士のため、龍馬達に対して高圧的な態度を取る。乾と会った日には清めの塩を欲しがるほど、武市から嫌われている。また非常に女好きでもあり、主人公にも度々スキンシップをとろうとする。
iOS版では立ち絵あり。
西郷隆盛（さいごう たかもり）
薩摩藩士。薩長同盟に絡んで登場。主人公に「犬の人」「銅像の人」と呼ばれる。
斎藤一（さいとう はじめ）
新撰組三番隊組長。無口でほとんどしゃべらない。
原田左之助（はらだ さのすけ）
新撰組十番隊組長。好戦的な性格で、沖田に諌められることもある。
伊東甲子太郎（いとう かしたろう）
新撰組参謀。後の御陵衛士の発起人。新撰組と袂を分かったあと、龍馬達の身を案じる。
菊屋峰吉（きくや みねきち）
龍馬や中岡の世話をする。
山田藤吉（やまだ とうきち）
龍馬の付き人。元力士。
カナコ（かなこ）
主人公の学友。現代におけるシーンに登場する。姉御肌で頼りがいがある。

## 受賞・入賞歴
乙女ゲーム・オブ・ザ・イヤー2009
人気モバイルゲームベスト10部門 2位
乙女ゲーム・オブ・ザ・イヤー2010
人気乙女ゲームベスト10 5位
人気モバイルゲームベスト10 1位
人気キャラクターベスト10 坂本龍馬 3位
人気キャラクターベスト10 高杉晋作 10位
乙女ゲーム・オブ・ザ・イヤー2011
総合ベスト10　7位
人気モバイルゲームベスト10 7位
GREE Platform Award 2010
恋愛ゲーム最優秀賞受賞

## 関連商品
小説
- 幕末志士の恋愛事情 邂逅編 2011年04月19日発売 ISBN 978-4-286-10464-5
- 幕末志士の恋愛事情 闘争編 2012年01月18日発売 ISBN 978-4-286-11622-8

ドラマCD
- ドラマCD 幕末志士の恋愛事情〜姫こう夜伽　ひかる君の手〜
- ドラマCD 幕末志士の恋愛事情 あまつ乙女の争奪さわぎ〜ほろ酔い祇園の夢一夜〜